# 特拉什湖
特拉什湖是一个位于中国青海省治多县的湖泊。